# Alex Atapuma
Alex Atapuma (* 22. Mai 1984 in Túquerres) ist ein kolumbianischer Radrennfahrer.
Alex Atapuma gewann 2005 eine Etappe bei der Vuelta de la Juventud. 2007 wurde er bei der Vuelta Ciclista a la Republica del Ecuador einmal Etappendritter und einmal Etappenzweiter. Mit Hilfe dieser Resultate konnte er die Gesamtwertung für sich entscheiden. Seit 2008 fährt Atapuma für das kolumbianische Continental Team Colombia es Pasion Coldeportes. In seinem ersten Jahr dort wurde er Etappenvierter auf einem Teilstück der Vuelta a Guatemala.
2006 wurde Atapuma positiv auf Kokain getestet und wegen Dopings für zwei Jahre gesperrt.

## Erfolge
2007
- Gesamtwertung Vuelta Ciclista a la Republica del Ecuador

## Teams
- 2008 Colombia es Pasion Coldeportes